# Literatura butanesa
La literatura butanesa actual se remonta a los años 1950 y está escrita en nepalí y en dzongkha en Bután. Anteriormente, la literatura butanesa solía centrarse en las enseñanzas religiosas y, ahora, se centra más en el folclore .

## Desarrollo
La literatura en Bután se remonta a la década de 1950. Es rica y está llena de folclore, pero debido a la falta de cultura lectora, está creciendo muy lentamente, en comparación con otras literaturas contemporáneas.  Los nuevos escritores se dedican cada vez más a escribir cuentos y poemas.  La literatura tradicional butanesa se tenía más enseñanzas y versos budistas,   y tenía una rica tradición de escritura de biografías de Je Khenpos y Druk Desis. 

## Idiomas
En Bután se hablan dieciocho idiomas; y de ellos sólo el dzongkha tiene una tradición literaria nativa. Las otras lenguas literarias, el nepalí y el lepcha, no han aparecido en la propia literatura de Bután. En Bután occidental, el idioma predominante es el dzongkha, en el este el tshangla y en el cinturón sur el nepalí. También existen otros idiomas regionales importantes. 
El dzongkha es descendiente del chöke (tibetano clásico), que fue el idioma de educación en Bután hasta principios de la década de 1960.

### literatura nepalí
En 1962, Bután comenzó a publicar el Kuensel (primer periódico nacional) en la imprenta Madi de Kalimpong, India, y la literatura nepalí en Bután tuvo la oportunidad de ampliar su área. En aquellos días, los artículos en nepalí escritos por escritores de Kalimpong y Darjeeling, principalmente, solían publicarse en el Kunsel. Esto despertó el interés por la literatura nepalí entre los butaneses de lengua nepalí del sur del país..